# Sergio Lira
Sergio Lira Gallardo (Tamiahua, 24 agosto 1957) è un ex calciatore messicano, di ruolo attaccante. Tre volte miglior marcatore della Primera División de México, figura al decimo posto della classifica dei realizzatori di tale campionato.

## Caratteristiche tecniche
Centravanti dal fisico non particolarmente robusto, riuscì a imporsi come efficace realizzatore grazie al suo senso del gol e al potente tiro.

## Carriera

### Club
Debuttò a ventuno anni con il Tampico Madero, club con cui, alla sua prima stagione in prima divisione, realizzò quattro reti, disputando sedici partite da titolare e subentrando in altre tredici. L'annata successiva lo vide realizzare tredici reti, mentre in quella 1980-1981 stabilì un nuovo primato personale, assommando diciotto marcature: questi risultati gli permisero il passaggio all'Atlante, con cui però non riuscì a mantenere la propria media realizzativa. Passato all'Oaxtepec, vi rimase fino allo scioglimento della società — avvenuto nel 1984 — segnando un totale di otto gol. Tornò dunque al Tampico Madero, ove visse il miglior periodo della sua carriera: in sei stagioni, vinse per tre volte il titolo di capocannoniere del campionato (di cui due consecutivamente), guadagnandosi anche la convocazione in Nazionale. Giocò dunque per Tigres e Puebla, con cui chiuse la carriera al termine della stagione 1995-1996, a quasi trentanove anni.

### Nazionale
Incluso per la prima volta nelle liste di convocati del Messico l'8 febbraio 1979, vi rimase fino al 1990, assommando tredici presenze e quattro reti.

## Palmarès

### Individuale
- Capocannoniere della Primera División de México: 3

Prode 85 (10 gol), México 86 (14 gol), 1988-1989 (29 gol)